# 9520 Montydibiasi
9520 Montydibiasi este o planetă minoră (asteroid) din centura de asteroizi. A fost descoperită pe 7 noiembrie 1978 la Observatorul Palomar de Eleanor F. Helin. 
Obiectul prezintă o orbită caracterizată de o semiaxă mare de 2,2468383 UAi, o excentricitate de 0,2, o înclinație de 2,81861 ° în raport cu ecliptica.